# کوپتوو-کولونگا
کوپتوو-کولونگا (به لهستانی:  Kopytów-Kolonia) یک روستا در لهستان است که در گمینا کودنگ واقع شده‌است.